# Batalla de Silves (1182)
La batalla de Silves tuvo lugar en junio de 1182 entre la flota almohade y una flota portuguesa frente a la costa de Silves. La flota almohade infligió una severa derrota a los portugueses.

## Antecedentes
Frente a los constantes ataques de la flota almohade dirigida por Gamin ben Mardanis contra Portugal, los ciudadanos de Lisboa optaron por formar una poderosa armada liderada por el almirante Fuas Ropinho. Los navíos portugueses rápidamente recorrieron las costas del Algarve, que en ese momento estaban bajo dominio almohade, causando estragos a su paso.
De hecho, en 1180, la flota almohade de Sevilla, formada por más de 10 galeras bajo el mando de Gamin ben Mardanis, lanzó un ataque contra Lisboa.  Los portugueses armaron apresuradamente todos los barcos disponibles en el puerto y se enfrentaron al escuadrón almohade, marcando su primera batalla naval en la historia.  La batalla del Cabo Espichel se vuelve a favor de los portugueses.   Capturaron varios barcos y tomaron prisionero al comandante, Gamin ben Mardanis.   Animado por este triunfo, el almirante portugués Fuas Roupinho se aventura a liderar una incursión exitosa en Ceuta, apresando muchos barcos musulmanes en el puerto. 

## Batalla
En junio de 1182, la flota portuguesa, enaltecida por sus victorias anteriores, surca el océano frente a los territorios almohades. En Cádiz se congregan las flotas almohades procedentes de Ceuta y Sevilla, totalizando 40 galeras y lideradas por Abd Allâh ben Ishâq ben Jâmi y Ahmed es-Sekili, respectivamente. Desde allí se dirigieron hacia Silves, donde interceptaron a la flota portuguesa de Lisboa. La contienda naval se inclinó a favor de los almohades, infligiendo una dura derrota a los portugueses, lo que resultó en la pérdida de más de 20 a 30 embarcaciones y 1.800 prisioneros.